# 小柴正則
小柴 正則（こしば まさのり、1948年 - ）は、日本の電子工学者。北海道大学名誉教授。元電子情報通信学会会長。

## 人物・経歴
1971年北海道大学工学部電子工学科卒業。1973年北海道大学大学院工学研究科電子工学専攻修士課程修了。1976年北海道大学大学院工学研究科電子工学専攻博士課程修了。工学博士、北見工業大学工学部電子工学科講師。1979年北海道大学工学部電子工学科助教授。1987年北海道大学工学部電子工学科教授。1999年電子情報通信学会エレクトロニクスソサイエティ会長。2001年大学評価・学位授与機構学位審査会専門委員。2003年映像情報メディア学会副会長、電気学会計算電磁気学調査専門委員会委員長。2004年北海道大学大学院情報科学研究科副研究科長、文部科学省科学技術・学術審議会専門委員、日本放送協会経営委員。2006年北海道大学大学院情報科学研究科長。2009年電子情報通信学会副会長。2012年北海道大学キャリアセンターセンター長。2015年電子情報通信学会会長。IEEEフェロー、アメリカ光学会フェロー、電子情報通信学会名誉員・フェロー。電気通信学会功績賞、応用物理学会光・量子エレクトロニクス業績賞等受賞。

## 著書
- 『光・波動のための有限要素法の基礎』森北出版 1990年
- 『エレクトロニクス先端科学技術シリーズB2 光導波路解析』朝倉書店 1990年
- 『基礎からの電磁気学 : 精選問題100題と詳しい解答付き』培風館 1998年
- 『波動解析基礎』コロナ社 2002年